# Jungfrutornet, Tallinn
Jungfrutornet (på estniska Neitsitorn) är ett av tornen i Tallinns stadsmur, beläget nära tornet Kiek in de kök. Tornet byggdes tillsammans med stadsmuren under åren 1360 - 1370. Fram till hösten 2004 var tornet ett populärt inneställe med kafé och restaurang, men står numera tomt.